# Koryolink
Koryolink (кор. 고려링크), спільне підприємство, створене єгипетською компанією Orascom Telecom Holding (нині Global Telecom Holding) і державної Корейською корпорацією пошти і телекомунікацій (англ. KPTC), єдиний оператор 3G в КНДР. Єгипетська компанія володіє 75 % Koryolink. Мережа покриває Пхеньян, ще п'ять міст, а також вісім автомобільних і залізничних магістралей. Телефонні номери мережі мають префікс +850 (для дзвінків всередині КНДР частіше набирається 0)192. Хоча це мережа 3G, вона не підтримує доступ в Інтернет для корейських користувачів, гостям з-за кордону надається обмежений інтернет-доступ.

## Історія
Orascom Telecom Holding отримав ліцензію на організацію мережі 3G в КНДР в січні 2008 року. Koryolink почав з покриття Пхеньяну з його 4 мільйонами жителів, але має плани розширити зону покриття на всю територію держави. При запуску мережі в грудні 2008 року в ній було 5,3 тис. користувачів. У грудні 2010 року кількість користувачів становила 432 тис. вересня 2011 це число збільшилося до 809 тис. і перевищило мільйон у лютому 2012 року.
7 січня 2013 року було скасовано заборону на ввезення мобільних телефонів в КНДР, іноземні туристи отримали можливість отримати номери мережі з виходом на міжнародний зв'язок.
29 березня 2013 року Koryolink заборонила доступ до мобільного інтернету для іноземних туристів, однак можливість технічного доступу збережена у співробітників дипмісій і представників закордонних компаній, що приїжджають в КНДР з довгостроковим візитом.
До квітня 2013 року кількість користувачів Koryolink без обліку іноземних туристів досягла 2 мільйонів громадян КНДР.